# Markus Breitschmid

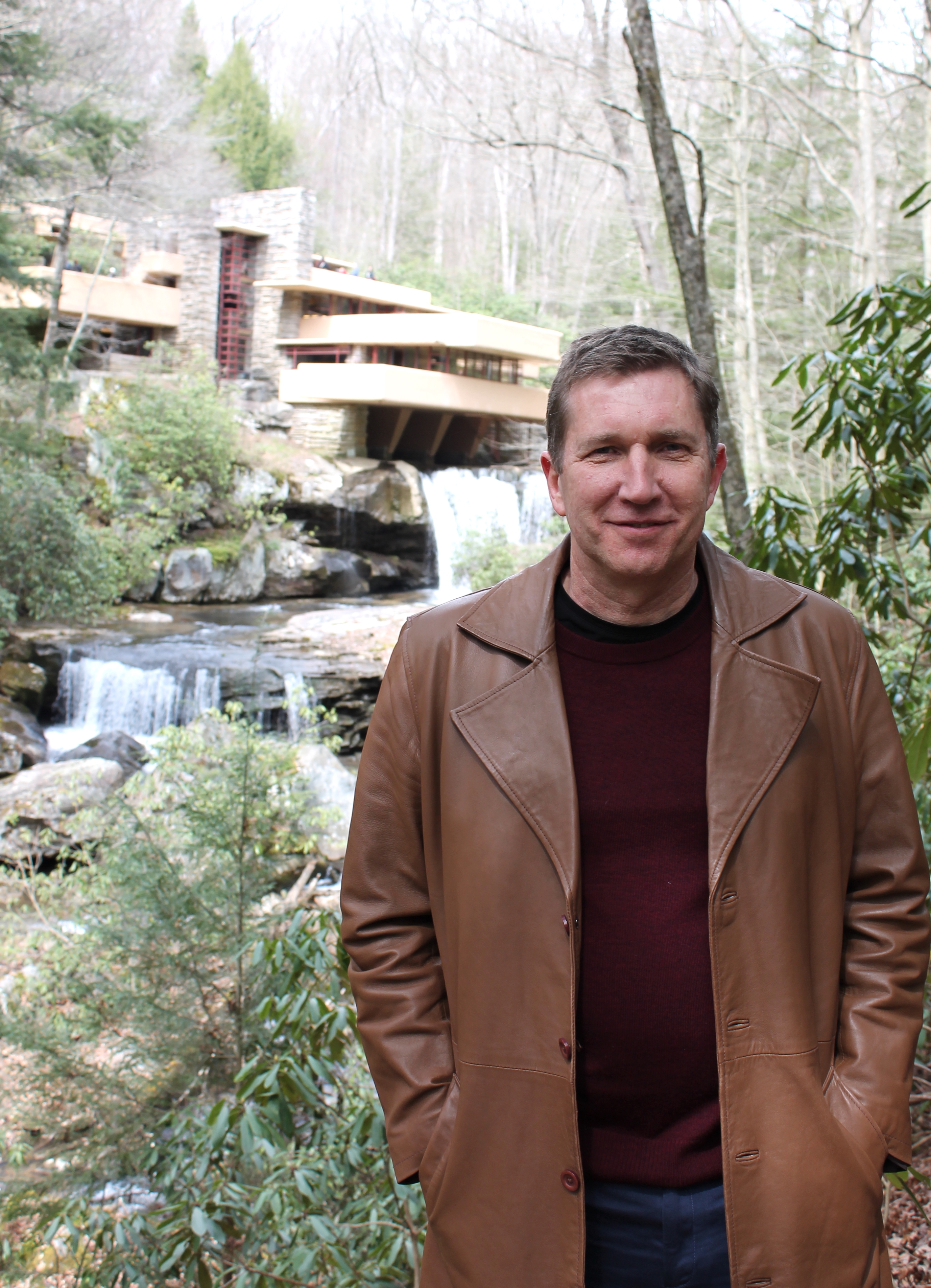
Markus Breitschmid, 2023

Markus Breitschmid ist ein schweizerisch-amerikanischer Architekturtheoretiker, Architekt und Autor mehrerer Bücher über zeitgenössische Architektur und philosophische Ästhetik. Seine angesehensten Bücher sind Der bauende Geist. Friedrich Nietzsche und die Architektur (2001), Die Bedeutung der Idee (2008, Erstausgabe), und Nicht-Referentielle Architektur (2018, Erstausgabe). Seine Schriften wurden ins Chinesische, Englische, Französische, Deutsche, Hindi, Italienische, Japanische, Koreanische, Russische und Spanische übersetzt. Breitschmid wurde eingeladen, an der Architektur-Biennale von Venedig, der Architektur-Biennale von Chicago, dem Salone Internationale del Mobile di Milano in Mailand und der Architektur-Triennale in Lissabon mitzuwirken. Seine Arbeiten wurden in der Galerie d’Architecture in Paris und im Royal Institute of British Architects in London ausgestellt.

## Biographie
Breitschmid wurde am (* 20. April 1966 in Luzern), Schweiz, geboren. Er wanderte 1992 in die USA aus. Breitschmid besitzt die US-amerikanische und die schweizerische Staatsbürgerschaft.
Breitschmid hat sowohl eine militärische als auch eine zivile Ausbildung. Seine Ausbildung zum Panzerartillerieoffizier im Rang eines Oberleutnants bei der Schweizer Armee schloss er 1988 ab. Breitschmid erhielt seine Architekturausbildung in der Schweiz, den Vereinigten Staaten und Deutschland. Er ist ein registrierter Architekt in der Schweiz. Seinen Philosophiae Doctor (Ph.D.) in Ingenieurwissenschaften erhielt er an der Technischen Universität Berlin, wo er der erste Doktorand des bedeutenden Architekturtheoretikers Fritz Neumeyer war. Breitschmids Doktorarbeit wurde vom bekannten Architekturhistoriker Wolfgang Pehnt in der deutschen Tageszeitung Frankfurter Allgemeinen Zeitung besprochen. Breitschmid betreibt Markus Breitschmid Architecture LLC in Virginia.
Breitschmid ist seit 2004 Professor für Architektur am Virginia Polytechnic Institute and State University (Virginia Tech). Von 2020 bis 2022 hatte er eine Gastprofessur an der Universidad de Piura (UDEP) in Piura und Lima, Peru, inne. Zuvor war er unter anderem „2003 Visiting Historian for the History of Architecture and Urbanism“ an der Cornell University und lehrte an der University of North Carolina und der Catholic University of America. 2016 wurde Breitschmid in die Diplomkommission der Accademia di Architettura di Mendrisio berufen. Er war Gastdozent und Kritiker an vielen Universitäten, Museen und Berufsverbänden in Amerika, Europa und Asien.
Breitschmid wurde 1994 als bester Magisterstudent mit der Henry Adams Goldmedaille des American Institute of Architects ausgezeichnet. Im Jahr 2000 war Breitschmid Junior Faculty Research Fellow am John Paul Getty Research Institute in Los Angeles, Kalifornien. Breitschmid erhielt 2007 ein Publikationsstipendium der Graham Foundation for the Advances Studies of the Fine Arts in Chicago. 2015 verlieh das Colegio de Arquitectos del Perú Breitschmid die Ehrenmedaille für seine Beiträge zum Thema Modernismo Suizo in Lima. Breitschmids Forschung und Veröffentlichungen wurden mehrfach von der staatlichen Schweizer Förderagentur Pro Helvetia unterstützt. Breitschmid wurde 2024 mit dem Jacob A. Lutz III Presidential Award for Eminent Scholars für langfristige, substanzielle Beiträge zur Forschung und Wissenschaft im Bereich Kunst und Design ausgezeichnet.

## Schriften über Architektur
Breitschmids Schriften befassen sich mit der ästhetischen Mentalität der Moderne und der zeitgenössischen Architektur. Breitschmid hat unter anderem Bücher über die Baugedanken des deutschen Philosophen Friedrich Nietzsche, zeitgenössische Schweizer Architektur wie das Werk der Pritzker-Preisträger Herzog & de Meuron, Mario Botta, Christ & Gantenbein, sowie mehrere wichtige Essays über das Werk von Bruno Taut, über Tektonik in der Architektur, und über Interpretationstheorien geschrieben. Zwischen 2006 und 2020 schrieb Breitschmid zahlreiche Bücher, Essays, Interviews und andere Texte über das Werk des Architekten Valerio Olgiati.

## Friedrich Nietzsche und die Architektur
Breitschmid betrat die Arena des internationalen Architekturdiskurses mit seiner Dissertation Der Baugedanke bei Friedrich Nietzsche an der Technischen Universität Berlin im Jahr 1999; diese wurde 2001 als Buch unter dem Titel Der bauende Geist. Friedrich Nietzsche und die Architektur veröffentlicht. Dabei untersucht Breitschmid Friedrich Nietzsches Architekturverständnis. Anhand der Nietzsche-Gesamtausgabe zeichnet er die Entwicklung des „Baugedankens“ bei Nietzsche nach. Nietzsches Abkehr von der Musik Wagners stelle sich bei ihm als Hinwendung zur Baukunst heraus, so Wolfgang Pehnt in der FAZ. Christian Grothaus fragt kritisch nach den Auswahlkriterien der untersuchten Schriften und mahnt wie Pehnt den nicht ausgewerteten Briefwechsel Nietzsches an. Der Rezensent Matthias Mayer sieht den Wert der Arbeit vor allem in der „informativen Anreicherung der Analysen“ Breitschmids durch Zitate. Zusammen mit Bücher zum Baugedanken bei Nietzsche des Architekturtheoretikers Fritz Neumeyer und dem Kunsthistoriker Tilmann Buddensieg hat sich Der bauende Geist zu einem Grundlagentext der Nietzsche-Forschung im Bereich der Architektur etabliert. Für die neue und erweiterte Ausgabe von 2013 wurde Der bauende Geist in die Bibliographie des Standardwerkes Die Geschichte der Architekturtheorie – Von der Antike zur Gegenwart von Hanno-Walter Kruft aufgenommen.

## Die Bedeutung der Idee
In ihrem 2012 erschienenen Buch Forms of Practice argumentiert die rumänisch-britische Architekturhistorikerin Irina Davidovici, dass Breitschmids These, jener der Bedeutung der Idee – der Titel eines von Breitschmids Büchern – für die gesamte zeitgenössische Architektur der „postaufklärerischen Kultur“ relevant sei.

## Nicht-Referentielle Architektur
Seit 2013 propagiert Breitschmid die nicht-referentielle Architektur als Antwort auf eine zeitgenössische gesellschaftliche Strömung, die Ideologien jeglicher Art, politischer und anderer Art, zunehmend ablehnt. Die erste Verwendung des Begriffs „nicht-referentiell“ erscheint in einem Nachdruck eines von Breitschmid in der italienischen Zeitschrift Domus verfassten Interviews. 2014 veröffentlichte Breitschmid in der Schweizer Zeitschrift Werk, Bauen + Wohnen eine Gegendarstellung mit dem Titel „Architektur leitet sich von Architektur ab“ und reagierte damit auf eine architektonische Behauptung anderer, die versucht, der Architektur Bedeutung aus dem Außerarchitektonischen zu verleihen.
Breitschmid schrieb das Buch Nicht-Referentielle Architektur, eine Abhandlung über zeitgenössische Architektur, während eines Sabbaticals in Ithaca, New York, und in Blacksburg, Virginia, in den Jahren 2016 und 2017. Das Manuskript ist in den USA urheberrechtlich geschützt; das Buch wurde 2018 in der englischen Originalversion und einer deutschen Übersetzung von Simonett & Baer in Basel veröffentlicht. Seit seinem Ersterscheinen wurde das Buch in Neuauflagen und mehreren anderen Sprachen veröffentlicht. Es analysiert die gesellschaftlichen Strömungen des frühen 21. Jahrhunderts und argumentiert, dass sich diese Strömungen radikal von der Epoche der Postmoderne unterscheiden. Entgegen dem Missverständnis, dass das Buch die Abschaffung von Referenzen in der Architektur fordert, argumentiert Breitschmid, dass Nicht-Referenzialität nicht bedeutet, dass Architekten keine Referenzen mehr verwenden würden, sondern dass architektonische Referenzen ihre semantische Bedeutung verloren haben. Das Buch schlägt einen neuen Rahmen für die Architektur vor und definiert die sieben zugrunde liegenden Prinzipien – 1) Raumerfahrung, 2) Einheit, 3) Neuheit, 4) Konstruktion, 5) Widerspruch, 6) Ordnung, 7) Sinngebung – für eine nicht-referenzielle Architektur. Amazon listete das Buch 2018 als sein meistverkauftes Architekturtheoriebuch.

## Nicht-Referenzialität in der Architektur
Das Thema der Nicht-Referenzialität in der Architektur wurde auch vom amerikanischen Architekten Peter Eisenman und dem in Venezuela geborenen Schweizer Architekten Christian Kerez untersucht. Kerez untersuchte die Grenzen der Referenzialität und spricht von „nicht-referenziellem Raum“ als einer Eigenschaft seines Beitrags zur Architektur-Biennale in Venedig 2016. Im selben Jahr weist Eisenman darauf hin, dass sich die Architektur seit einiger Zeit in Richtung nicht-referentieller Objektivität bewegt, insofern die architektonische Form zunehmend „auf eine reine Realität“ reduziert wird. Breitschmid schreibt: „Nicht-referentielle Architektur ist keine Architektur, die als referentielles Gefäß oder als Symbol für etwas außerhalb ihrer selbst existiert. Nicht-referentielle Gebäude sind Entitäten, die selbst bedeutungsvoll und sinnstiftend sind und als solche nicht weniger die Verkörperung der Gesellschaft als Gebäude in der Vergangenheit, als sie Träger gemeinsamer sozialer Ideale waren.“ Eines der Kennzeichen nicht-referentieller Architektur ist laut Breitschmid in einem Essay, der in der italienischen Architekturzeitschrift Domus veröffentlicht wurde, dass jedes Gebäude für sich selbst existiert. Jedes Gebäude wird von einer architektonischen Idee bestimmt – und diese Idee muss formgenerierend und sinnstiftend sein. Breitschmid greift auf eine Definition aus seinem 2008 erschienenen Buch Die Bedeutung der Idee zurück, wenn er feststellt: „Nicht-referentielle Architektur bezeichnet, aber sie weigert sich zu erklären oder zu erzählen und hinterlässt jegliche Spuren einer theatralischen Art der Überzeugung und Verbreitung.“ K. Michael Hays folgt Breitschmids Argumentation und beschreibt die Absicht der Ausstellung „Inscriptions: Architecture before Speech“, die 2018 an der Graduate School of Design der Harvard University stattfand. Er argumentiert, dass die heutige Architektur „keine besondere Bedeutung, sondern eine spezifische Art von Potenzialität voraussetzt – eine nicht-semantische Materialität, ein nicht-referentielles Konstrukt, das zu einem tatsächlichen Architekturprojekt entwickelt werden kann.“

## Zusammenarbeit mit Valerio Olgiati
Breitschmid arbeitete von 2006 bis 2022 mit dem Architekten Valerio Olgiati zusammen. Breitschmids Bücher, Essays und Interviews in solchen führenden Zeitschriften wie El Croquis (2012), Casabella (2008) und a+u (2010 & 2020) positionierten Olgiatis Werk an der Spitze des Architekturdiskurses. Ein prominenter europäischer Kritiker nannte Breitschmid „Olgiatis Eckermann“, in Anspielung auf die berühmte Zusammenarbeit zwischen den beiden Dichtern Johann Wolfgang von Goethe und Johann Peter Eckermann, bei der letzterer maßgeblich zur kritischen Rezeption und Anerkennung des ersteren beitrug. Viele halten Breitschmid für den führenden Experten für Olgiatis Werk und dessen wirksamsten Verbreiter.
Die Zusammenarbeit zwischen Breitschmid und Olgiati endete 2022 in einem Streit über Honorare, die Olgiati für die Arbeit an einem Architekturprojekt in Virginia verlangte. Darüber hinaus verwendete Olgiati in einem Schreiben an Breitschmid die Begriffe „geistig schwach“ und „Psychopath“. Olgiati reichte am 14. Juni 2023 eine Zivilklage gegen Breitschmid beim US-Bundesgericht des westlichen Bezirks von Virginia ein (Fall: 7:23-cv-00352). Wie aus der ursprünglichen Gerichtsakte hervorgeht, verklagte Olgiati Breitschmid vor einem Bundesgericht auf 360'000 Dollar Architektenhonorare, die 90 Prozent des gesamten Projektbudgets von 400'000 Dollar ausmachten. Ein Artikel der amerikanischen Zeitschrift The Architect's Newspaper skizziert den Streit. Der Artikel beschreibt, dass Olgiatis Entwurf vom Bauunternehmer auf mehr als das Doppelte des ursprünglichen Budgets geschätzt wurde, worauf das Projekt nicht gebaut werden konnte. Aus den Gerichtsakten geht hervor, dass Breitschmid folgenden Standpunkt vertritt: a) er schulde Olgiati nichts, da es nie einen Vertrag zwischen Architekt und Auftraggeber gegeben habe; b) Olgiati habe lediglich einen Satz rudimentärer vorläufiger Projektzeichnungen erstellt; c) Olgiati habe nicht einmal das geleistet, was im Berufsstandard AIA-Dokument B104-2017 unter § 3.2 „Leistungen in der Phase des schematischen Entwurfs“ aufgeführt ist (z. B. habe Olgiati nie ein „Budget für die Kosten der Arbeiten“ [§ 3.2.5.2] erstellt); d) er habe für sein Projekt, das tatsächlich umgesetzt wurde, nie Zeichnungen von Olgiati verwendet; und e) das von Olgiati entworfene Projekt sei lediglich eine Fortsetzung ihrer 16-jährigen Zusammenarbeit gewesen und nicht ein normaler Architekturauftrag. Im August 2022 veröffentlichte Olgiati auf seiner Instagram-Seite einen Beitrag (der inzwischen entfernt wurde), der eine Planzeichnung von Olgiatis Projekt zeigt und mit der Überschrift versehen ist: „Markus Breitschmid führt zusammen mit lokalen Architekten eine verzerrte Version meines Entwurfs für das Manahoac House in Riner, Virginia aus [übersetzt aus dem Englischen].“ Anschließend veröffentlichte The Architect’s Newspaper Olgiatis Beitrag sowie einen Vergleich der Pläne und Aufrisse von Olgiatis Projekt und dem neuen von Breitschmid entworfenen und gebauten Projekt. Ein Richter entschied, dass Olgiatis Aussage eine nicht anfechtbare persönliche Meinung sei. Gerichtsakten zeigen auch, dass Olgiati zusätzlich eine Verleumdungsklage gegen Breitschmid über 1 Million Dollar eingereicht hat. Wie aus Gerichtsakten hervorgeht, dreht sich der Streit im Verleumdungteil der Klage um die Frage einer gültigen Architekturlizenz und -registrierung von Olgiati im Bundesstaat von Virginia. Öffentlichen Gerichtsdokumenten zufolge wurde die Klage am 16. September 2024 außergerichtlich beigelegt. Das rechtswissenschaftliche Magazin Virginia Lawyers Weekly berichtete über den Fall in einem Leitartikel.

## Werke (Auszug)

### Als Autor
- Der bauende Geist. Friedrich Nietzsche und die Architektur. Quart, Luzern 2001, ISBN 3-907631-23-4.
- Can Architectural Art-Form be Designed Out Of Construction? Architecture Edition, 2004, ISBN 0-9702820-8-7.
- Nietzsche’s Denkraum. Edition Didacta, 2006, ISBN 978-3-033-01206-6.
- Between Object and Culture, in: Wolkenkuckucksheim – Cloud-Cuckoo-Land – Vozdushnyi zamo. Eduard Fuehr (ed.), Cottbus: No. 2/2007.
- Three Architects in Switzerland: Beat Consoni – Morger & Degelo – Valerio Olgiati. Quart, Luzern 2008, ISBN 978-3-907631-88-1.
- Die Bedeutung der Idee. Die Architektur von Valerio Olgiati. Niggli, Sungen 2008, ISBN 978-3-7212-0676-0.
- El Inventorio Conceptual de Valerio Olgiati / Valerio Olgiati’s Ideational Inventory (= El Croquis. No. 156). El Croquis Editorial, Madrid 2011, ISBN 978-84-88386-65-6.
- The Architect as 'Molder of the Sensibilities of the General Public': Bruno Taut and his Architekturprogramm. in: The Art of Social Critique. Painting Mirrors of Social Life, Lexington Books, Lanham – Maryland, 2012. ISBN 978-0-7391-4923-2
- mit Victoria Easton: Christ & Gantenbein. Around the Corner. Hatje & Cantz, Berlin/Stuttgart 2012, ISBN 978-3-7757-3381-6.
- Bruno Taut – Glass House at Cologne. In: Harry Francis Mallgrave, David Leatherbarrow, Alexander Eisenschmidt: The Companions to the History of Architecture, Volume IV, Twentieth-Century Architecture. John Wiley & Sons, London, 2017, S. 61–72. ISBN 978-1-4443-3851-5.
- Non-Referential Architecture. Simonett & Baer, Basel 2018, ISBN 978-3-906313-19-1.
- Nicht-Referenzielle Architektur. Simonett & Baer, Basel 2018, ISBN 978-3-906313-20-7.
- Non-Referential Architecture. Park Books, Zurich 2019, ISBN 978-3-03860-142-5.
- Nicht-Referenzielle Architektur. Park Books, Zurich 2019, ISBN 978-3-03860-141-8.
- Architettura Non-Referenziale. Park Books, Zurich 2019, ISBN 978-3-03860-143-2.
- Arquitectura No-Referencial. Arquine, Ciudad de México 2020, ISBN 978-607-9489-74-8.
- Architecture Non-Référentielle. Cosa Mentale, Marseille 2021, ISBN 978-2-491039-12-7.
- 비참조적 건축. Hoi, Seoul 2023, ISBN 979-11-972696-9-1
- mit Enrico Molteni: Theodor Cron. Stanze italiane / Italian Rooms. Quodlibet, Roma 2024, ISBN 978-88-229-2169-7

### Als Herausgeber
- Valerio Olgiati – Conversation with Students. Virginia Tech Architecture Publications, 2007, ISBN 978-0-9794296-3-7.
- Julius Meier-Graefe. A Modern Milieu (= Architectura et Ars Series. Vol. 1). Virginia Tech Architecture Publications, 2007, ISBN 978-0-9794296-0-6.
- Thoughts on Building. Corporis Publisher for Architecture, Art, and Photography, 2008, ISBN 978-0-9795472-8-7.
- mit Leina Gonzalez: Olgiati. Birkhäuser, 2011, ISBN 978-3-0346-0783-4.
- Architecture and the Ambient – Mario Botta (= Architectura et Ars Series. Vol. 2). Virginia Tech Architecture Publications, 2013, ISBN 978-0-9893936-5-2.